# Dilema
Singles de Papi Sánchez
Enamórame
(2003) Suave Mami
(2005)
Dilema est une chanson du chanteur espagnol Papi Sánchez sortie en mars 2005 sous le major Sony Music Entertainment. La chanson a été écrite par Bunny Sigler, Kenneth Gamble, Antoine Macon, Cornell Haynes et produite par Papi Sánchez. Il s'agit en fait d'une reprise de Dilemma (2002) du rappeur américain Nelly en collaboration avec la chanteuse américaine Kelly Rowland. La reprise se classe dans le top 20 en France et en Belgique (Flandre et Wallonie).

## Classement par pays
| Classement (2004)                       | Meilleure position |
| --------------------------------------- | ------------------ |
| Belgique (Flandre Ultratop 50 Singles)  | 16                 |
| Belgique (Wallonie Ultratop 50 Singles) | 8                  |
| France (SNEP)                           | 20                 |
| France (Club 40)                        | 2                  |
| Pays-Bas (Nederlandse Top 40)           | 66                 |